# 삿포로 대학 축구부
삿포로 대학 축구부(일본어: 札幌大学サッカー部)는 일본 홋카이도 삿포로시 도요히라구에 위치한 삿포로 대학의 축구부이다.

## 역사
1967년 삿포로 대학 개학과 동시에 '홋카이도에 축구왕국을 만들자'라는 말과 함께 창부되었다.
2013년, 홋카이도 학생 축구리그 1부에서 24번째 우승을 결정했다.
2014년, 총리대신배 전일본대학 축구 토너먼트 홋카이도 대회에서 24번째 우승을 결정지었다.